# Явнут
Явнут (лит. Jaunutis; 1304/1306 — після 1366) — великий князь литовський (1341—1345), князь іжеславський (1347 — після 1366). Представник династії Гедиміновичів, родоначальник дому Явнутовичів. Наймолодший син литовського князя Гедиміна від першої дружини. Мав від нього в уділ Вільно з містами Ошмяною, Вількомиром та Браславом. За батьківським заповітом отримав великокнязівський престол. Скинений за змовою молодших зведених братів — Ольгерда і Кейстута (1345). Втік у Псков, потім перебував у Новгороді та Москві, де прийняв хрещення під іменем Івана (1346). Не бажаючи служити ворогам Литви, погодився на Іжеславське князівство. В угоді з польським королем Казимиром III виступає як старший попереду Кейстута (1352), але помітної політичної ролі не відігравав. Також — Євнут, Євнутій.

## Імена
- Явнутіс (лит. Jaunutis, «наймолодший»[5]) — литовське язичницьке ім'я.
- Явнут (біл. Яўнут, пол. Jawnuta) — староукраїнський варіант литовського імені.
- Євнутій (ст.-укр. Єоунутий[6]) — руський варіант імені. Згадується у литовсько-польському договорі (1352)[6].
- Євнут — скорочений варіант[5].
- Євнут Гедимінович — по-батькові[5].
- Іван — хрещене ім'я, прийняте в Москві 1346 року[5].

## Біографія
Народження Явнута відносять до 1304—1306 років. Ймовірно він був наймолодшим сином першої дружини Гедиміна, на що вказує його ім'я («Явнутіс» — «наймолодший»).
Після смерті Гедиміна у 1341 році отримав в князювання Вільно з новколишніми землями. Деякі історики бачать у вокняжінні Євнута доказ литовського звичаю передачі батьківського столу молодшому синові і вважають Євнута великим князем. Однак відсутність в історичних джерелах прямих вказівок на великокнязівський титул Євнута дозволяє також припустити, що перший час після смерті Гедиміна Литовська держава розпалася на самостійні уділи. Великого князя зовсім не було; одним з князівств володів і Євнут, не користуючись ніякими перевагами над своїми братами і дядьком.
В період князювання Євнута у Вільні Литві доводилося тоді вести запеклу боротьбу з Лівонським орденом, яка вимагала напруження всіх сил, а Євнут не володів ні достатньої особистою хоробрістю, ні настільки сильним авторитетом над братами, щоб мати можливість з'єднати під своїм проводом всі сили Литви, тому його брати вирішили проголосити великим князем Ольгерда і передати тому Вільну.
Взимку 1345 року брат Євнута, Кейстут зненацька захопив Вільно, а Євнут не чекав нападу і тому втік з Литви і сховався спершу в Пскові, Новгороді потім в Москві.
23 вересня 1346 року він охрестився у Москві під іменем Івана. Ніякої серйозної допомоги великий князь Симеон Гордий, однак, йому не надав, і він вже через два роки повернувся на батьківщину.
За договором, укладеним між Кейстутом і Ольгердом, Євнута посадили князем у місті Заславль. Там він жив до самої смерті. Ю. Вольф вважав, що Євнут помер після 1366 року. У 1386 році його вже не було в живих.
Євнут був протопластом відомої княжої династії Заславських, які княжили спочатку в Заславлі, а з кінця XV ст., також і у Мстиславському князівстві.

## Сім'я
- Михайло Євнутович (? — 1399) — князь Заславський.

### Монографії
- Stadnicki K. Synowie Gedymina: Monwid. Narymunt. Jawnuta. Korijat. — Lwów, 1849. — 112 + LVIII s.
- Wolff J. Ród Gedymina. Dodatki i poprawki do dzieł gr.K.Stadnickiego «Synowie Gedymina», «Olgierd i Kiejstut», «Bracia Władysława Olgierdowicza Jagiełły» we Lwowie 1867. — Kraków, 1886.
- Войтович Л.  Князівські династії Східної Європи (кінець IX — початок XVI ст.). Львів: Інститут українознавства, 2000.
- Войтович Л. 4.5. Гедиміновичі. Євнутовичі. Мстиславські  Князівські династії Східної Європи (кінець IX — початок XVI ст.). Львів: Інститут українознавства, 2000.

### Статті
- Tęgowski J. Chronologia urodzeń dzieci Giedymina // Genealogia-5. — 1995. — S. 145—148.
- Wasilewski T. Synowie Giedymina W. ks. Litwy a następstwo tronu po nim // Annales Universi-tatis Marie Curie-Sklodowska. — Sectio F. Historia. — 45. — 1990. — S. 124—137.

### Словники
- Шабульдо Ф. М., Вортман Д. Я. Ольгерд // Енциклопедія історії України : у 10 т. / редкол.: В. А. Смолій (голова) та ін. ; Інститут історії України НАН України. — К. : Наукова думка, 2010. — Т. 7 : Мл — О. — С. 590. — ISBN 978-966-00-1061-1.